# Ле-Петит-Абержман
Ле-Пети́т-Абержма́н (фр. Le Petit-Abergement) — коммуна во Франции, находится в регионе Рона — Альпы. Департамент коммуны — Эн. Входит в состав кантона Брено. Округ коммуны — Нантюа.
Код коммуны — 01292.

## Население
Население коммуны на 2010 год составляло 138 человек.
| 1962 | 1968 | 1975 | 1982 | 1990 | 1999 | 2010 |
| ---- | ---- | ---- | ---- | ---- | ---- | ---- |
| 226  | 186  | 172  | 144  | 141  | 141  | 138  |

## Известные уроженцы и жители
- Ниогре, Коринн — бывшая французская биатлонистка, олимпийская чемпионка 1992 года в эстафете 3х7,5 км, трёхкратная чемпионка мира.